# Кривецька сільська рада (Ставищенський район)
| Кривецька сільська рада — колишній орган місцевого самоврядування у Ставищенському районі Київської області з адміністративним центром у с. Кривець. Історична дата утворення: 19 липня 1994 року. Сільській раді були підпорядковані населені пункти: - с. Кривець |

## Склад ради
Рада складалася з 12 депутатів та голови.

### Керівний склад ради
| ПІБ                      | Основні відомості                              | Дата обрання | Дата звільнення |
| ------------------------ | ---------------------------------------------- | ------------ | --------------- |
| Нестерук Алла Євгеніївна | Сільський голова, 1967 року народження, освіта | 26.03.2006   | 31.10.2010      |

Примітка: таблиця складена за даними джерела